# Casa de Bourbon
A Casa Real de Bourbon (em castelhano:  Borbón; em italiano:  Borbone) é uma família nobre e importante casa real germânica descendente dos francos. Durante o século XVI, os reis Bourbon governaram França e Navarra. Já no século XVIII, membros da Casa de Bourbon detiveram tronos em Espanha, Duas Sicílias e Parma. Também se enlaçaram com diversas outras casas reinantes por casamento, em especial das da Áustria, Portugal e Brasil. Espanha e Luxemburgo são atualmente duas monarquias governadas pelos Bourbon.

## História
A nobreza da família dos Bourbon data, pelo menos, do início do século XIII, quando o patrimônio dos Bourbon foi assumido por um lorde que era vassalo do rei da França. Em 1268, o conde de Clermont, sexto filho do rei Luís IX de França, casou-se com Beatriz de Borgonha, herdeira do senhorio de Bourbon. Seu filho, Luís, tornou-se duque de Bourbon em 1327. A linhagem de seus herdeiros foi desapossada do ducado em 1523 em função da traição do duque Carlos III, mas a linhagem de La Marche-Vendôme adquiriu o ducado de Vendôme. A ramificação Bourbon-Vendôme tornou-se a casa real governante primeiro do reino de Navarra em 1555 e de França em 1589, quando Henrique III de Navarra tornou-se Henrique IV, rei de França.
O governo na França estende-se até 1792, quando a monarquia é derrubada durante a Revolução Francesa, com a prisão de Luís XVI e o estabelecimento da Primeira República Francesa. Restaurada brevemente em 1814 e definitivamente em 1815 após a queda do Primeiro Império Francês, a dinastia Bourbon é finalmente derrubada em França durante a Revolução de Julho de 1830. Depois disso, uma ramificação da casa de Bourbon, a Casa de Bourbon-Orléans, governou a França por os últimos 18 anos da monarquia francesa.
Filipe V de Espanha, neto do rei Luís XIV de França e de Maria Teresa de Áustria, foi o primeiro da casa de Bourbon a governar Espanha, iniciando o seu reinado em 1700. A dinastia Bourbon na Espanha foi derrubada e restaurada muitas vezes, reinando de 1700 a 1808, de 1813 a 1868, de 1875 a 1931, e de 1975 até o presente. Da linha de sucessão espanhola originaram-se a linha do Reino das Duas Sicílias (1734–1806 e 1815–1860, e em Sicília apenas no período de 1806–1816), a família Bourbon da Sicília e os governantes Bourbon do Ducado de Parma. Em 1919, a grã-duquesa Carlota de Luxemburgo casou-se com o mais novo da ramificação Bourbon-Parma, e assim, consequentemente, os seus sucessores, que governaram em Luxemburgo desde a sua abdicação em 1964, pertenceram, indiretamente, à casa de Bourbon.

## Espanha e Itália

### Filipe V
O ramo espanhol da Casa de Bourbon foi fundado por Filipe V. Filipe nasceu em 1683 no Palácio de Versalhes, sendo o segundo filho de Luís, o Grande Delfim e, portanto, neto de Luís XIV de França. Filipe era Duque de Anjou por nascimento e um herdeiro aparente do trono de seu avô. No entanto, Carlos II de Espanha morreu em 1700 sem descendência e legou o trono espanhol a Filipe, que era também seu sobrinho-neto por linhagem materna. 
A possibilidade de um outro Bourbon assumir o trono espanhol foi motivo de forte oposição de vários outros monarcas que temiam um desequilíbrio de poder continental. Após a morte de Carlos II em 1700, diversas nações europeias formaram a Grande Aliança — liderada principalmente por Sacro Império Romano-Germânico e Inglaterra — contra a ascensão de Filipe ao trono espanhol. O conflito decorrente ficou conhecido como Guerra da Sucessão Espanhola e perdurou de 1701 a 1714, quando os termos do Tratado de Utreque (1713) foram reconhecidos e Filipe assumiu o trono como Filipe V de Espanha. Como contraparte dos acordos, o novo monarca espanhol abriu mão de seu direito ao trono da França, a Sicília foi cedida ao Ducado de Saboia e os Países Baixos, Ducado de Milão e Reino de Nápoles foram cedidos aos Habsburgos.
Filipe V teve quatro filhos com sua primeira esposa, Maria Luísa de Saboia, entre os quais os reis Luís I e Fernando VI da Espanha. Após a morte de Maria Luísa, Filipe V casou-se com Isabel Farnésio, sobrinha de Francisco Farnésio, Duque de Parma, em 1714. O segundo casamento rendeu três filhos, para os quais Filipe V pretendeu garantir possessões na Península Itálica. Desta forma, a Espanha ocupou Sardenha e a Sicília em 1717. 
Em 2 de agosto de 1718, Grã-Bretanha, França, Áustria e Holanda formaram a Quádrupla Aliança para impedir os avanços territoriais dos espanhóis. O conflito subsequente durou até 1720, quando o Tratado de Haia obrigou Filipe V a renunciar suas conquistas territoriais na Europa e garantiu a ascensão de seu filho Carlos de Bourbon como Duque de Parma. Filipe V abdicou do trono espanhol em janeiro de 1724 em favor de Luís I, seu filho mais velho de seu primeiro casamento. Entretanto, Luís I morreu após meses de reinado e Filipe V reassumiu a coroa.
Quando a Guerra de Sucessão da Polônia eclodiu em 1733, Filipe V e Isabel Farnésio viram outra oportunidade de impor as reivindicações dinásticas de seus filhos e recuperar pelo menos parte das antigas posses da Coroa espanhola na Península Itálica. Filipe V assinou o Pacto de Família com Luís XV de França, seu sobrinho, fortalecendo ainda mais os laços políticos entre as duas nações. Seu filho Carlos — que reinava como Duque de Parma desde 1731 — invadiu e ocupou Nápoles. Nos acordos de paz de 13 de novembro de 1738, o controle de Parma e Placência foi cedido à Áustria, que foi forçada a reconhecer Carlos como rei de Nápoles e da Sicília. Filipe V também usou a Guerra de Sucessão Austríaca (1740–1748) para angariar mais territórios na Itália. 

### Fernando VI e Carlos III
Fernando VI, segundo filho de Filipe V e sua primeira esposa, sucedeu a seu pai em 1748, sendo descrito como um monarca apaziguador que manteve a Espanha fora de conflitos regionais, como a Guerra dos Sete Anos (1756–1763). Fernando VI morreu em 1759 antes do findar deste conflito e foi sucedido por seu meio-irmão, Carlos III, que já vinha reinando como Duque de Parma desde 1731.
Após a vitória da Espanha sobre os austríacos na Batalha de Bitonto, provou-se inconveniente reunir Nápoles e Sicília à Espanha. Então, como um compromisso, Carlos tornou-se Rei de Nápoles como "Carlos IV" e Rei da Sicília como "Carlos VII". Após sua ascensão ao trono espanhol em 1759, Carlos III foi obrigado pelo Tratado de Nápoles (1759), a abdicar dos tronos de Nápoles e da Sicília em favor de seu terceiro filho, Fernando, iniciando assim o ramo dos "Bourbons Napolitanos".
Carlos retomou o Pacto de Família com a França em 15 de agosto de 1761 e inseriu a Espanha na Guerra dos Sete Anos contra a Grã-Bretanha no ano seguinte; as políticas reformistas que ele havia adotado em Nápoles foram seguidas energeticamente na Espanha, onde ele reformulou completamente a pesada burocracia estatal. Como aliado dos franceses, Carlos III se opôs à Grã-Bretanha durante a Revolução Americana de 1779, fornecendo armamentos aos norte-americanos e eventualmente conquistando as regiões da Flórida e do Alabama.

### Bourbons de Parma
As ambições de Isabel Farnésio foram alcançadas na conclusão da Guerra da Sucessão Austríaca em 1748, quando o Ducado de Parma e Placência já ocupado por tropas espanholas foi cedido pela Áustria a seu segundo filho, Filipe, e combinado com o antigo Ducado de Guastalla.

## Dinastias de governantes Bourbon

### Soberanos de França
Os Soberanos de França da Casa de Bourbon são aqui contados a partir de Henrique IV, que já reinava como Rei de Navarra com o nome régio de Henrique III desde 9 de junho de 1572. A listagem abaixo inclui apenas indivíduos que foram soberanos e reinaram de fato na França, omitindo assim Luís Antônio, Duque de Angolema e Henrique, Conde de Chambord que foram aclamados monarcas em 1830 durante a Revolução de Julho, mas que nunca reinaram de fato. Por outro lado, a listagem inclui Filipe II, Duque d'Orleães que nunca foi coroado monarca francês mas exerceu o governo regencial em favor de seu sobrinho Luís XV de 1715 a 1723.
| Monarca                                                                | Monarca                     | Reinado                                                                     | Casamento e descendência                                                     |
| ---------------------------------------------------------------------- | --------------------------- | --------------------------------------------------------------------------- | ---------------------------------------------------------------------------- |
|                                                                        | Henrique IV o Grande        | 2 de agosto de 1589 – 14 de maio de 1610 (20 anos, 9 meses e 12 dias)       | Margarida de Valois 18 de agosto de 1572Maria de Médici 5 de outubro de 1600 |
|                                                                        | Luís XIII o Justo           | 14 de maio de 1610 – 14 de maio de 1643 (33 anos)                           | Ana da Áustria 24 de novembro de 1615                                        |
|                                                                        | Luís XIV                    | 14 de maio de 1643 – 1 de setembro de 1715 (72 anos, 3 meses e 18 dias)     | Maria Teresa 9 de junho de 1660                                              |
|                                                                        | Luís XV o Bem-Amado         | 1 de setembro de 1715 – 10 de maio de 1774 (58 anos, 8 meses e 9 dias)      | Maria Leszczyńska 15 de agosto de 1725                                       |
|                                                                        | Filipe II                   | 1 de setembro de 1715 – 15 de fevereiro de 1723 (7 anos, 5 meses e 14 dias) | Francisca Maria de Bourbon 9 de janeiro de 1692                              |
|                                                                        | Luís XVI                    | 10 de maio de 1774 – 21 de setembro de 1792 (18 anos, 4 meses e 11 dias)    | Maria Antonieta 16 de maio de 1770                                           |
|                                                                        | Luís XVII                   | 21 de janeiro de 1793 – 8 de junho de 1795 (2 anos, 4 meses e 18 dias)      | –                                                                            |
|                                                                        | Luís XVIII o Desejado       | 11 de abril de 1814 – 20 de março de 1815 (11 meses e 9 dias)               | Maria Josefina de Saboia 14 de maio de 1771                                  |
| 7 de julho de 1815 – 16 de setembro de 1824 (9 anos, 2 meses e 9 dias) | Luís XVIII o Desejado       |                                                                             | Maria Josefina de Saboia 14 de maio de 1771                                  |
|                                                                        | Carlos X                    | 16 de setembro de 1824 – 2 de agosto de 1830 (5 anos, 10 meses e 17 dias)   | Maria Teresa de Saboia 1773                                                  |
|                                                                        | Luís Filipe I o Rei Cidadão | 9 de agosto de 1830 – 24 de fevereiro de 1848 (17 anos, 6 meses e 15 dias)  | Maria Amélia de Nápoles 25 de novembro de 1809                               |

### Soberanos de Espanha
- Filipe V, 1700–1724 e 1724–1746 (neto do Rei Luís XIV de França)
- Luís I, 1724 (reinou em menos de um ano)
- Fernando VI, 1746–1759
- Carlos III, 1759–1788
- Carlos IV, 1788–1808
- Fernando VII, El Deseado 1813–1833
- Isabel II, La de los Tristes Destinos 1833–1868
- Afonso XII, 1875–1885
- Afonso XIII, 1886–1931
- João Carlos I, 1975–2014
- Filipe VI, 2014–Presente

### Outros títulos nobiliárquicos importantes detidos pelos Bourbons
| Rei das Duas Sicílias | Grão-Duque de Luxemburgo | Duque de Bourbon             | Duque de Montpensier |
|                       |                          |                              |                      |
| Duque de Vendôme      | Duque de Orleães         | Duque de Parma e Placência   | Príncipe de Condé    |
|                       |                          |                              |                      |
| Príncipe de Conti     | Conde de Barcelona       | Príncipe-regente de Portugal |                      |

## Genealogia
- Henrique IV de França
  -  Luís XIII de França
    -  Luís XIV de França
      -  Luís, o Grande Delfim
        -  Luís, Duque da Borgonha
          -  Luís XV de França
            -  Luís, Delfim de França
              -  Luís XVI de França
                -  Luís XVII de França

              -  Luís XVIII de França
              -  Carlos X de França
                -  Luís Antônio, Duque de Angolema
                -  Carlos Fernando, Duque de Berry
                  -  Henrique, Conde de Chambord

        -  Filipe V de Espanha
          -  Carlos III de Espanha
            -  Carlos IV de Espanha
              -  Francisco de Paula de Bourbon
                -  Francisco, Duque de Cádis

              -  Carlos, Conde de Molina
                -  Carlos, Conde de Montemolín
                -  João, Conde de Montizón
                  -  Carlos, Duque de Madrid
                    -  Jaime, Duque de Madrid

                  - Afonso Carlos, Duque de São Jaime

              -  Fernando VII de Espanha
                -  Isabel II de Espanha
                  -  Afonso XII de Espanha
                    -  Afonso XIII de Espanha
                      -  Jaime, Duque de Segóvia
                        -  Afonso, Duque de Anjou e Cádis
                          -  Luís Afonso, Duque de Anjou

                      -  João, Conde de Barcelona
                        -  Juan Carlos da Espanha
                          -  Filipe VI de Espanha
                            -  Leonor, Princesa das Astúrias

          -  Filipe, Duque de Parma
            -  Fernando, Duque de Parma
              -  Luís I da Etrúria
                -  Luís II da Etrúria
                  -  Carlos III, Duque de Parma
                    -  Roberto I, Duque de Parma
                      -  Xavier, Duque de Parma
                        -  Carlos Hugo, Duque de Parma
                          -  Carlos, Duque de Parma

                        -  Sixto, Príncipe de Parma

                      -  Félix, Príncipe de Parma
                        -  João, Grão-Duque de Luxemburgo
                          -  Henrique, Grão-Duque de Luxemburgo
                            -  Guilherme, Grão-Duque Herdeiro de Luxemburgo

    -  Filipe I, Duque de Orleães